# Peter Reichert
Peter Reichert (* 4. August 1961 in Bretten) ist ein ehemaliger deutscher Fußballspieler und heutiger Teambetreuer der Lizenzspielermannschaft des VfB Stuttgart.
Reichert spielte in der Jugend für den SV Oberderdingen, bevor er 1978 zum VfB Stuttgart wechselte. Der Mittelstürmer begann seine Profikarriere 1981 beim VfB Stuttgart, mit dem Reichert in der Saison 1983/84 Deutscher Meister wurde. 1986 wechselte er zu Racing Straßburg. Drei Jahre später schloss sich Reichert 1989 dem FC Toulouse an. Nach insgesamt vier Jahren in Frankreich kehrte er 1990 nach Deutschland zurück und spielte für den Karlsruher SC, ehe Reichert wegen Meinungsverschiedenheiten mit seinem damaligen Trainer Winfried Schäfer nach der Saison 1991/92 den KSC verließ. Anschließend spielte er für den damaligen Verbandsligisten ASV Durlach, beendete aber noch während der Saison seine Karriere aus familiären Gründen.
Von 2004 bis 2018 war Reichert Fanbeauftragter beim VfB Stuttgart. Seit 2018 ist er als Teambetreuer der Lizenzspielermannschaft des VfB tätig. Außerdem ist Reichert Abteilungsleiter der Traditionsmannschaft, für die er auch als Spieler aktiv ist.